# Герб Воронежской области
Герб Воронежской области — официальный символ Воронежской области Российской Федерации, утверждён 5 июля 2005 года. Герб внесён в Государственный геральдический регистр Российской Федерации под регистрационным номером 2005.

## Описание и обоснование символики
Геральдическое описание (блазон) гласит:
В червлёном поле — выходящая справа сложенная из золотых крупных камней гора, на склоне которой — опрокинутый серебряный кувшин, изливающий серебряную воду. Щит увенчан золотой императорской короной. Щитодержатели — серебряные воздевшие крылья и простирающие их от щита орлы с червлёными языками, золотыми лапами и клювами. Подножие — положенные накрест два золотых пушечных ствола, из жерл которых исходит червлёное, окружённое серебряным дымом пламя. Снизу и по сторонам пушечные стволы окружены двумя золотыми дубовыми ветвями, соединёнными черенками накрест под центром щита и расходящимися вниз и в стороны, и обвиты двумя лентами ордена Ленина
Устанавливаются три равнодопустимые версии герба Воронежской области:
- полный Герб Воронежской области;
- средний Герб Воронежской области — коронованный щит;
- малый Герб Воронежской области — гербовый щит без золотой короны и украшений[2].

Герб разработан Союзом геральдистов России авторской группой: К. Мочёнов (Химки), Ю. Коржик (Воронеж), М. Медведев (Санкт-Петербург), Р. Маланичев (Москва), О. Афанасьева (Москва).

## История

### Российская Империя
В «Географическом методическом описании Российской империи, с надлежащим введением к основательному познанию земного шара и Европы вообще, для наставления обучающегося при императорском Московском Университете юношества из лучших новейших и достоверных писателей, собранное трудами университетского питомца Харитона Чеботарева», изданном в Московском университете в 1776 году, приводится описание герба Воронежской губернии: 
…въ серебряном полѣ представляет две ели…
Изображение этого герба встречается на одной из карт Астраханской и Воронежской губерний. До утверждения указом 1878 года роль губернского герба фактически выполнял герб Воронежа:
Щит разделён надвое: в золотом поле двуглавый орёл, а в красном поле опрокинутый сосуд, из которого истекает река Воронеж
Герб Воронежской губернии, на котором основан современный герб области, был высочайше утверждён 5 июля 1878 года (закон № 58684): 
В червлёном щите, золотая гора, исходящая с правого бока щита, на которой серебряный кувшин, изливающий такую же-воду. Щит увенчан Императорскою короною и окружён золотыми дубовыми листьями, соединёнными Андреевскою лентою»

### Новое время
Первые проекты герба Воронежской области в постсоветское время появились в 1994 году. Вопрос о гербе в период с 1994 по 1997 год пять раз рассматривался на пленарных заседаниях областной Думы. В 1996 году провели конкурс на лучший проект герба, было рассмотрено 54 проекта. И 1 июля 1997 года герб и флаг Воронежской области были утверждены принятым Думой Законом о символике области. Официальное описание герба гласило: «Герб Воронежской области представляет собой изображение на красном геральдическом щите золотой горы, исходящей из бока шита, на которой серебряный кувшин, изливающий такую же воду. Щит увенчан золотой пятибашенной стенчатой короной и окружен дубовыми листьями, соединенными голубой лентой. Над пятибашенной стенчатой короной — вензель Петра Первого». Однако этот герб получил отрицательное заключение экспертизы Геральдического совета при Президенте, возражения вызвали корона и вензель. В 1998 году герб был вынесен на рассмотрение областной Думы повторно. Вновь были представлены на рассмотрение несколько проектов, но на заседании 10 июля 1998 года был утвержден тот же герб, что и в 1997 году.
Уже в 1997 году началась работа над новой версией герба области. Было подготовлено несколько проектов с учетом претензий Геральдического совета. В 2000 году вопрос о новом гербе также готовился к рассмотрению в Думе, но был остановлен на уровне комиссий. В мае 2005 года проект герба, разработанный геральдистом Юрием Коржиком, был принят в первом чтении, 30 июня — во втором чтении. Наконец, 5 июля 2005 года Закон Воронежской области «Об официальной и иной символике в Воронежской области» №50-ОЗ был подписан Главой администрации Воронежской области.